# Fallacipsyche coccivora
Fallacipsyche coccivora är en fjärilsart som beskrevs av Jean Bourgogne 1977. Fallacipsyche coccivora ingår i släktet Fallacipsyche och familjen säckspinnare. Inga underarter finns listade i Catalogue of Life.